# Liste der Denkmäler des Deutsch-Französischen Krieges im Enzkreis
Diese Liste gibt einen Überblick über Gedenkstätten im Enzkreis, die sich schwerpunktmäßig der Geschichte des Deutsch-Französischen Krieges von 1870/71 widmen.

## Liste
| Bild | Ort                 | Ortsteil      | Lage                                                                            | Beschreibung                                                        |
| --- | ------------------- | ------------- | ------------------------------------------------------------------------------- | ------------------------------------------------------------------- |
| | Neuhausen           | Neuhausen     | Ortsmitte, Pforzheimer Straße 48° 47′ 35″ N, 8° 46′ 36″ O                       | Germania mit Schwert auf Säule, an den Seiten Namen von Gefallenen. |
| Bild gesucht Die Wikipedia wünscht sich an dieser Stelle ein Bild vom Ort mit diesen Koordinaten 48.9169 8.78138 . Motiv: Kriegerdenkmal Niefern Falls du dabei helfen möchtest, erklärt die Anleitung , wie das geht. BW       | Niefern-Öschelbronn | Niefern       | Neuer Friedhof 48° 55′ 1″ N, 8° 46′ 53″ O                                       | Säulenförmiges Denkmal auf der linken Seite der Denkmalgruppe.      |
| Bild gesucht Die Wikipedia wünscht sich an dieser Stelle ein Bild vom Ort mit diesen Koordinaten 48.83906 8.54866 . Motiv: Friedenslinde Straubenhardt Falls du dabei helfen möchtest, erklärt die Anleitung , wie das geht. BW | Straubenhardt       | Straubenhardt | Waldrand oberhalb vom Ort, nahe der Schranner Warte 48° 50′ 21″ N, 8° 32′ 55″ O | Friedenslinde mit Tafel nahe der Schranner Warte.                   |

## Ehemalige Denkmäler
| Bild | Ort              | Ortsteil | Lage                                                     | Beschreibung                              |
| --- | ---------------- | -------- | -------------------------------------------------------- | ----------------------------------------- |
| Bild gesucht Die Wikipedia wünscht sich an dieser Stelle ein Bild vom Ort mit diesen Koordinaten 48.96345 8.64444 . Motiv: ehemaliges Kriegerdenkmal Königsbach-Stein Falls du dabei helfen möchtest, erklärt die Anleitung , wie das geht. BW | Königsbach-Stein | Stein    | unter den Arkaden am Rathaus 48° 57′ 48″ N, 8° 38′ 40″ O | Gedenktafel aus den Jahren 1875 bis 1877. |